# 长尾钓樟
长尾钓樟（学名：Lindera thomsonii var. vernayana）为樟科山胡椒属下的一个变种。